# Mousseaux-sur-Seine
Mousseaux-sur-Seine är en kommun i departementet Yvelines i regionen Île-de-France i norra Frankrike. Kommunen ligger i kantonen Bonnières-sur-Seine som tillhör arrondissementet Mantes-la-Jolie. År 2022 hade Mousseaux-sur-Seine 680 invånare.

## Befolkningsutveckling
Antalet invånare i kommunen Mousseaux-sur-Seine
| Referens: INSEE |